# Heavenly (下川みくにのアルバム)
『Heavenly』（ヘブンリー）は、下川みくにの5枚目のアルバム。2009年3月18日にポニーキャニオンより発売された。品番はPCCA-02878。

## 内容
CD、DVDの2枚組で、ソロ活動10周年記念盤として発売された。スタジオ・アルバムとしての前作『さよならも言えなかった夏』以後に発売されたシングル曲2曲（DVD盤には、この2曲のプロモーションビデオも収録）、「イ〜じゃナイ!?」のカップリング曲「Chain」（Album Mix）の他、「南風/もう一度君に会いたい」からは「あの日に帰りたい」を「完全版」として収録している。
DVDには、中国、台湾で行われた『2008 Asian Lovers tour』のライブなどの模様が約40分、プロモーションビデオ、フォトブック、下川の10年前の映像（月刊Kindaiの記事の撮影でエジプトへ行った時などの模様）が収録されている。

## 収録曲

### DISC1 (CD)
1. Shooting Star [3:55]
作詞：Shoko / 作曲：Negin・Robert Zuddas・Patrick Ebson・Linus Norden / 編曲：Thomas Gustafsson & Hugo Lira
2. 冬のナイフ [3:44]
作詞：下川みくに / 作曲・編曲：松ヶ下宏之
3. 蕾 〜tsubomi〜 [5:26]
作詞：下川みくに / 作曲：ats- / 編曲：松ヶ下宏之
4. フレンズ [3:40]
作詞：下川みくに / 作曲：オオヤギヒロオ / 編曲：松ヶ下宏之
5. あの日に帰りたい 〜完全版〜 [3:58]
作詞・作曲：下川みくに / 編曲：安部潤
6. 手紙 [4:32]
作詞：下川みくに / 作曲：松ヶ下宏之 / 編曲：NapsaQ
7. 君のコート [2:47]
作詞・作曲：下川みくに / 編曲：松ヶ下宏之
8. Chain（Album Mix） [4:31]
作詞：下川みくに / 作曲：fumio yasuda / 編曲：EOH
9. イ〜じゃナイ!? [3:28]
作詞：Shoko / 作曲・編曲：藤澤慶昌
10. 夢の途中で [3:53]
作詞：松ヶ下宏之・下川みくに / 作曲・編曲：松ヶ下宏之
11. 手紙 〜第2章〜 [2:10]
作詞：下川みくに / 作曲：松ヶ下宏之 / 編曲：NapsaQ
12. ねずみは米がすき [4:28]
作詞・作曲：楊臣剛 / 日本語詞：枯堂夏子 / 編曲：Asian Lovers Band
13. Naked（Asian Lovers Version） [4:20]
作詞・作曲：ab:fly / 編曲：Asian Lovers Band
14. Epilogue 〜ありがとうのうた〜 [0:53]
作詞・作曲・編曲：下川みくに

### DISC2 (DVD)
1. 2008 Asian Lovers tour全記録（台北、上海、香港、広州、マカオ）
2. イ〜じゃナイ!?（プロモーションビデオ）
3. イ〜じゃナイ!?（TVスポット版）
4. 蕾 〜tsubomi〜（プロモーションビデオ）
5. 蕾 〜tsubomi〜（TVスポット版）
6. Heavenly（TVスポット版）
7. 南風（プロモーションビデオ）
8. 蔵出し映像コーナー 下川みくに10years ago 〜そうそう、エジプトにも行きました
9. 下川みくに Photo Book (1)
10. 下川みくに Photo Book (2)